# Liste der Äbte von Altenberg
Die Äbte der Zisterzienser-Abtei Altenberg im Bergischen Land östlich von Köln, 1133 gegründet und 1803 aufgehoben, werden hier in chronologischer Anordnung mit besonders signifikanten Einzelheiten zur jeweiligen Amtszeit dargestellt. Die Liste ist der Monographie von Hans Mosler Das Erzbistum Köln. 1 Die Cistercienserabtei Altenberg entnommen, die 1965 in der Reihe Germania Sacra, Neue Folge 2: Die Bistümer der Kirchenprovinz Köln erschienen ist.
Eine der Hauptquellen ist die 1517 entstandene Chronik A quo tempore fundata sit ecclesia Bergensis et per quos, et qui abbates prefuerunt ibidem eines ungenannten Mönchs, die 1893 von Friedrich Küch unter dem Titel Eine Abtschronik von Altenberg in der Zeitschrift des Bergischen Geschichtsvereins veröffentlicht wurde; Nachträge verschiedener Bearbeiter für die Zeit bis 1739 veröffentlichte Friedrich Küch 1907 in derselben Zeitschrift. Die Chronik hatte bereits der Altenberger Mönch Gaspar Jongelinus 1640 in seine Notitiae Abbatiarum Ordinis Cistertiensis per Orbem Universum, Libros X. Complexa  als Catalogus abbatum monasterii de Veteri Monte in ducatu Montensi aufgenommen. Die weitere Forschung verglich die zum Teil offensichtlich fehlerhaften Angaben mit den Epitaphen der Abtsgräber im Altenberger Dom und weiteren Archivalien.
| Name                                    | Amtszeit nach der „Abtschronik“ | Urkundlich nach- weisliche Daten | Anmerkungen |
| --------------------------------------- | ------------------------------- | -------------------------------- | --- |
| Berno                                   | 1133–1151                       | 1138–1140                        | Franzose (natione Gallus); 1145 Weihe des Chores der ersten Klosterkirche; drei Filiationen (Mariental, Łekno, Lond); † 12. April 1151 |
| Dudelin                                 | 1151–1155                       | 1151                             | Franzose, vielleicht Prior des Gründungskonventes; † 4. Oktober 1155 (1154?) |
| Hermann                                 | 1155–1162                       | 1157–1170                        | Schreibfehler in der Abtschronik (17 statt 7 Jahre)? Dann: 1155–1171; Filiation nach Zinna; † 23. April |
| Rixo                                    | 1162–1173 (?)                   |                                  | urkundlich nicht nachzuweisen; möglicherweise nicht Abt von Altenberg, sondern identisch mit dem von Altenberg 1170/71 ausgesandten Abt Ritzo von Zinna, der beim Wendeneinfall 1179 getötet worden sein soll. |
| Bodo                                    | 1173–1181 (?)                   |                                  | urkundlich nicht nachzuweisen; möglicherweise verwechselt mit Abt Bodo von Mariental |
| Goswin                                  | 1181–1202                       | 1181–1198                        | Erweiterung des abteilichen Besitzes, Verwurzelung in der Kölner Bürgerschaft, Erwerbung bedeutender Reliquien von Gefährtinnen der heiligen Ursula; † 18. November |
| Arnold                                  | 1202–1203                       |                                  | † 30. April |
| Richolf / Richolt                       | 1203–1216                       | 1203                             | 1205/07 vom Generalkapitel abgesetzt? Todesdatum nicht bekannt. |
| Hermann                                 | 1216–1225 (?)                   | 1208/09-1221                     | Schreibfehler in der Abtschronik? Erwirkte bei Papst Innozenz III. eine Bulle, in der der Abtei Schutz und Besitz bestätigt wurden, und erreichte bei Graf Adolf III. von Berg für die Abtei das Privileg der Steuerfreiheit; † 4. März |
| Gottfried                               | 1225–1238 (?)                   | 1225–1227                        | vorher Prior; Amtsführung litt unter seiner körperlichen Schwäche; geleitete im Dezember 1225 mit Abt Heinrich von Heisterbach den Leichnam Erzbischof Engelberts nach Frankfurt und Mainz; Amtsdauer lt. Totenbuch unwahrscheinlich wegen urkundlich nachweisbarer Nachfolger; Todesdatum nicht bekannt – vorzeitig resigniert? |
| Philipp                                 | fehlt                           | 1243                             | † 22. August; Philipp ist in der Abtschronik nicht aufgeführt, aber posthum in einer Urkunde von Abt Bruno 1243 erwähnt; Philipp war einfacher Mönch zur Zeit von Abt Hermann und Kellner zur Zeit von Abt Gottfried, war also möglicherweise dessen Nachfolger ab 1227. |
| Heinrich                                | 1335–1338 (?)                   | 1234                             | vorher Prior; Name fehlt in der Abtschronik an dieser Stelle, stattdessen ist dort wohl fälschlich ein Abt Heinrich ab 1335 verzeichnet; † 24. April ? |
| Bruno                                   | 1238–1242 (?)                   | 1239–1250                        | Erfolge bei der Ausweitung des Besitzes; frühes Enddatum im Totenbuch möglicherweise ein Lesefehler |
| Everhard ?                              | 1242–1250 (?)                   |                                  | urkundlich nicht nachzuweisen, Existenz wird bezweifelt |
| Heinrich                                | fehlt                           | 1250–1253                        | † 19. September ? |
| Bruno                                   | fehlt                           | 1254                             | Altabt, zweite Amtszeit nach dem frühen Tod von Abt Heinrich; † 5. August |
| Giselher                                | 1250–1264                       | 1254–1264                        | vorher Kellner (Cellerar) in Hardehausen; Grundsteinlegung zum Altenberger Dom am 3. März 1259 (1255?); † 15. September |
| Dietrich                                | 1265–1276                       | 1264–1276                        | Todesdatum nicht bekannt – vorzeitig resigniert? |
| Otto (von Höningen)                     | 1276–1280                       | 1276                             | aus dem Rittergeschlecht von Höningen; vor der Wahl zum Abt Prior und Cellerar (Kellner) |
| Marsilius                               | 1280–1289                       | 1280–1284                        | Vollendung des Chorbaus mit Kapellenkranz der neuen Kirche, 1287 durch Bischof Hermann von Samland eingeweiht; Todesdatum nicht bekannt – vorzeitig resigniert? |
| Heinrich (de Libra?)                    | 1289–1302                       | 1290–1302                        | aus Köln?; Bemühungen um die Klosterbibliothek, Vermehrung des Besitzers; erlangte in Rom Ablassverleihungen von 45 Bischöfen zum Bau des Domes; 1302 resigniert; † 26. August |
| Hermann von Paderborn                   | fehlt                           | 1302–1303                        | aus Köln?; vorher Pförtner; † 5. Oktober |
| Jakob                                   | 1303–1312                       |                                  | Schreibfehler in der Abtschronik (4 statt 9 Jahre Amtszeit)? 1307 ist bereits ein Nachfolger urkundlich erwähnt. |
| Johannes                                | 1312–1314                       | 1307–1310                        | vorzeitig resigniert? |
| Dietrich                                | 1314–1320                       | 1310–1314                        | Todesdatum nicht bekannt |
| Reinhard (von Höningen?)                | 1320–1330                       | 1324                             | identisch mit Reynardus, Sohn des Ritters Everhard von Hoeningen?; schwere Überschwemmung des Dhünntals am 23. Mai 1324; † 30. April 1325 |
| Philipp vom Spiegel (de Speculo)        | 1330–1335                       | 1325–1339                        | Schreibfehler in der Abtschronik (15 statt 5 Jahre Amtszeit)? Palmsonntag 1326: Weihe des Dreikönigenaltars im Dom und zweier Glocken (zu Ehren des Apostels Philippus und der heiligen Barbara) durch Bischof Kuno von Megara – Anzeichen für Fertigstellung des Dachreiters des Domes? † 17. Mai 1339 |
| Heinrich                                | 1335-1338                       | 1234 !                           | Fehler in der Abtschronik; gemeint ist offensichtlich der 1234 nachweisbare Abt Heinrich. |
| Hermann von Horchheim                   | 1338–1346                       | 1339                             | aus dem niedrigen Adel der von Horchheim; † 23. Dezember |
| Ludwig (von Esch?)                      | 1346–1362                       | 1349–1359                        | † 25. November |
| Pilgrim von Syberg                      | 1362–1367                       | 1359–1369                        | aus der Kölner Patrizierfamilie von Syberg; 1363 Ankauf des Solinger Fronhofs mit Kirchenpatronat und Fischrechten an der Wupper; erster Abt. der ein eigenes Siegel führte, was danach zur Regel wurde: + S(igillum) fratris Pelegrymi Abbatis Bergensis; † 9. Mai |
| Wilhelm                                 | 1366–1370                       |                                  | urkundlich nicht nachzuweisen; † 21. Juli |
| Johann von Schalverenberg               | 1370–1380                       | 1370–1382                        | Abstammung von Hof Schalverenberg (= Scharrenberg) bei Odenthal; umfangreiche Aufwendungen, Erwerb dreier nahegelegener Höfe; der aus der Diözese Kulm vertriebene Bischof Wikbold erhielt Unterkunft im Altenberger Hof in Köln und ermöglichte durch Stiftungen die Fertigstellung des Altenberger Doms 1379 und später des Westfensters und mehrerer Seitenkapellen des Domes († 3. Juli 1394, im Chor des Altenberger Domes beigesetzt); † 3. April |
| Andreas von Monheim                     | 1380–1382 (?)                   | 1384–1387                        | aus Köln; † 5. Dezember 1388 |
| Johann von Hanenberg                    | 1382–1321                       | 1389–1419                        | gebürtig vom Hainbergsgut (Klein-Grimberg) in unmittelbarer Nähe der Abtei; mehrfach Tausch entlegener gegen günstiger gelegene Besitztümer; Einführung der päpstlich gebotenen Gottestracht (Eucharistische Prozession) am Freitag vor Pfingsten unter Teilnahme der Bevölkerung umliegender Pfarreien und aus Köln; † 28. März (?) 1420 |
| Heinrich von (Kaisers-)Wert (van Werde) | 1420–1430                       | 1421–1425                        | aus Kaiserswerth; † 26. August |
| Johannes Rente                          | 1430–1440                       | 1430–1440                        | vermutlich aus Gevelsdorf; vorher Bursar und Prokurator des Klosters: Die Chronik lobt seine providencia et ingeniosa in temporalibus experiencia, „Vorsorge und ausgezeichnete Erfahrung im Bereich der weltlichen Güter“; er ließ u. a. eine Steinbrücke über die Dhünn und einen Schutzdeich bauen und in der Kirche eine Orgel und eine Uhr anbringen; bedeutende Erweiterungen des Besitzes im Norden Kölns (Mauenheim, Merkenich, Langel, Riehl); Ende 1440 resigniert, 1441 als „Altabt“ genannt; † 5. Januar 1447 |
| Johann von Küdinghoven                  | 1440–1462                       | 1440–1458                        | gelehrsam, um die Bibliothek besorgt, veranlasste den Guss des bronzenen Evangelienpults für den Dom |
| Johannes Schlebusch                     | 1462–1467                       | 1463–1467                        | geboren als Johannes Engelskirchen in Köln; Studium im Ordensseminar in Heidelberg; er stand als Abt unter dem Einfluss seines Bursars Wilhelm von Körrenzig und beteiligte sich trotz Verbots des Generalkapitels an Reliquienhandel mit den Niederlanden; Angabe in der Abtschronik Plus fuit seculo deditus quam religioni, „Der Welt war er mehr zugeneigt als der Religion“; am 6. August 1467 vom Abt von Morimund amtsenthoben; zur Reform der gesunkenen Klosterzucht wurden zwei Mönche von Kloster Kamp nach Altenberg versetzt. P. Johannes erhielt nach Protest 50 Gulden Jahrespension und ging für 30 Jahre als Beichtvater ins Zisterzienserinnenkloster Fröndenberg.           |
| Arnold von Monnickendam                 | 1467–1490                       | 1467–1490                        | aus dem niederländischen Monnickendam; Eintritt in Kloster Neuenkamp (Pommern), Studium in Rostock und Köln, dort Promotion zum Dr. theol.; ab 1451 Professor am Ordenskolleg St. Jakob in Heidelberg und an der dortigen Universität; 1456–1467 Abt in Lehnin, wo er sich mit dem Konvent überwarf; am 6. August 1467 zum Abt in Altenberg gewählt; er ließ das Sakramentshaus im Dom und ein heizbares Winterrefektorium bauen; viele Jahre Kommissar des Ordens für ganz Deutschland, zahlreiche Visitationen in anderen Abteien – defensor et propugnator totius ordinis, „Verteidiger und Vorkämpfer des ganzen Ordens“; † 7. März 1490 und als erster Abt im Altenberger Dom beigesetzt. |
| Bartholomäus Frinck                     | 1490–1496                       | 1490–1494/95                     | aus Kaster; vorher lange Bursar, Bau eines Krankenhauses neben dem Dormitorium mit Badestube für die Kranken; von der Abtschronik gelobt als vir peritus ac magne prudencie, restaurator diligentissimus substancie temporalis „ein kundiger und sehr verständiger Mann, sehr sorgfältiger Erhalter des weltlichen Gutes“ |
| Heinrich Rouffer von Brauweiler         | 1496–1517                       | 1496–1517                        | aus Brauweiler oder Köln; erfolgreich bei der Schuldentilgung, er vollendete den Umbau des Kreuzganges, schmückte die Kirche aus und sorgte für angemessene Aufbewahrung der Reliquien; Generalkommissar des Ordens für Niederdeutschland; † 25. August 1517 |
| Gerhard von Nuwenburg (de novo castro)  |                                 | 1517–1524                        | aus Köln; Dr. theol., 1521 Dekan der theologischen Fakultät in Köln; vor der Abtswahl Prior in Haina und Altenberg, dort auch Bursar; Generalkommissar des Ordens für Niederdeutschland; † 2. April 1524 |
| Andreas Boelgen                         |                                 | 1524–1536                        | aus Köln; vor der Abtswahl 27 Jahre Pfarrer in Solingen; Erstellung des Marienleuchters („Madonna von Altenberg“) für den Chor; † 2./3. Februar 1536 |
| Matthias Gleen                          |                                 | 1536–1538                        | aus Köln; vorher Cellerar (Kellner); † 11. (?) Juni 1538 |
| Wilhelm Stoploch von Hittorf            |                                 | 1538–1560                        | aus Hitdorf; vorher Hofverwalter in Horchheim, Küchenmeister und Prior; protestierte kurz vor seinem Tod beim Herzog gegen dessen Anordnung, in der Solinger Pfarrkirche in Umsetzung der Reformation das Abendmahl unter beiderlei Gestalt zu reichen; † 11. Juni 1560 |
| Winand Dutzmann                         |                                 | 1560–1568                        | stammt aus Rommerskirchen, trat in Haina ein und wurde nach Aufhebung dieser Abtei 1533 nach Altenberg übernommen; dort Kantor; † Anfang 1568 |
| Gottfried (Schnavel) von Sundorf        |                                 | 1568–1581                        | aus Köln; stand beim Herzog in hohem Ansehen; † 6. Juli 1581 |
| Peter Neuenar (Neuwenhar)               |                                 | 1581–1591                        | aus Köln; lebte wegen im Kloster vorgenommener Veränderungen und seiner Strenge mit dem Konvent in Unfrieden (Regimen turbulentum fuit) und hielt sich ständig im Altenberger Hof in Köln auf; † 23. April 1591 im Altenberger hof in Köln |
| Bartholomäus (von) Anstel               |                                 | 1591–1614                        | bäuerlicher Herkunft aus Anstel, vir bonus et pacificus, „ein guter und friedliebender Mann“, vorher Prior; er war in Solingen den Reformierten gegenüber nachgiebig und geriet dadurch dort in Konflikte; in Altenberg baute er ein neues Siechenhaus, besserte das Dormitorium aus und erwirkte von Herzog Johann Wilhelm 1599 einen Schutzbrief gegen umherziehende Soldaten; † 26. April 1614 |
| Peter Rodenkirchen                      |                                 | 1614–1627                        | aus Köln; vir admodum bonus et singularis prudentiae et affabilitatis, „ein ungemein guter Mann von einzigartiger Klugheit und Umgänglichkeit“, vorher Pastor in Solingen, ab 1600 Prior; er teilte persönlich Almosen aus und war in der Solinger Konfessionsfrage unnachgiebiger; † 10. Juni 1627 |
| Melchior von Mondorf                    |                                 | 1627–1643                        | vorher Cellerar (Kellner) und Küchenmeister; Melchior erhielt als erster Abt von Altenberg von Papst Urban VIII. die Pontifikalien; in seiner Amtszeit erfuhr die Abtei schwere Beeinträchtigungen durch die Wirren des Dreißigjährigen Krieges; † 20. April 1643 im Altenberger Hof: nullum post se luctum relinquens, „Trauer hinterließ er nicht“, schreibt der Chronist, da der Abt offenbar im Mönchskonvent wenig beliebt war. |
| Johannes Blanckenberg                   |                                 | 1643–1662                        | * 1605 in Köln, studierte in Paris und Köln, Dr. theol.; 1641 zum Abt von Amelungsborn postuliert und unter Zueignung der Pontifikalien geweiht, ab 1643 Abt in Altenberg; Generalvikar für Niederdeutschland, 1654 und 1656 Rektor der Universität Köln, hochangesehen bei Bistum und Herzogtum, befreundet mit dem Päpstlichen Legaten Fabius Chigi, dem späteren Papst Alexander VII.; er betrieb die Filiation in Derneburg. † 8. Juli 1662 auf Visitationsreise im Kloster Derneburg. GSN 010-00537-001 |
| Gottfried Gummersbach                   |                                 | 1662–1679                        | aus Köln; vorher Cellerar (Kellner), 1650 von niederländischen Soldaten verschleppt; Progeneral des Ordens für Niederdeutschland; † 30. Oktober 1679 im Altenberger Hof GSN 066-02207-001 |
| Aegidius Siepen                         |                                 | 1679–1686                        | aus Köln; vorher Prior; Generalvikar des Ordens für Niederdeutschland; † 17. Dezember 1686 |
| Johann Jakob Lohe                       |                                 | 1686–1707                        | aus Mülheim; reiche Bautätigkeit an der Klosteranlage, am Barockstil orientiert; 1699 erhielten er und die Nachfolger durch Zukauf des kurkölnischen Rittersitzes Dirmerzheim den Titel eines Hernn zu Dirmerzheim und Sitz und Stimme beim Kölner Landtag; † 25. März 1707 im Altenberger Hof |
| Johannes Henning                        |                                 | 1707–1729                        | aus Köln; seit 1699 Prior und Archivar, der das Archiv neu ordnete † 18. August 1720 in Altenberg |
| Paul Eiskirchen                         |                                 | 1720–1723                        | aus Köln; die ganze Amtszeit über leidend; † 5. März 1723 im Altenberger Hof |
| Johann Gottfried Engels                 |                                 | 1723–1789                        | aus Köln; vorher Präfekt des Altenberger Hofes und Cellerar (Kellner); führte die Abtei mit einer glücklichen Hand in wirtschaftlicher Hinsicht; † 8./9. September 1739 auf dem abteilichen Hof Kapellenmeer |
| Johannes Hoerdt                         |                                 | 1739–1779                        | * 20. Dezember 1704 in Köln (Johann Matthias Hürt); wirtschaftlich eine glückliche Zeit für die Abtei, rege Bautätigkeit im Klosterbereich und in den abteilichen Höfen; † 6. Februar 1779 im Altenberger Hof |
| Franz Cramer                            |                                 | 1779–1796                        | aus Burg; er neigte zu prunkvollem Auftreten und residierte im Altenberger Hof mit siebzehn Pferden, sieben Kutschen und acht Lakaien, während er sich nicht um die Kranken der Abtei und die Studien der jungen Mönche kümmerte; der Konvent lehnte sich gegen ihn auf, so dass ihn Papst Pius VI. 1795 von der Leitung dispensierte, bis er 1796 abdankte und mit einer Pension von 1500 Rtl. abgefunden wurde; † 1. Juli 1799 auf Haus Feldbrücken bei Neuß |
| Joseph Greef                            |                                 | 1796–1803                        | * 30. November 1744 in Köln; auf Sparsamkeit bedacht, aber den Konflikten in der Abtei und den Herausforderungen der Wirtschaftsführung infolge des Raubbaues seines Vorgängers und der französischen Besatzung des linken Rheinufers nicht gewachsen; er verließ die Abtei nach ihrer Auflösung am 1. Dezember 1803; † 26. März 1814 in Köln |